# Ali-Minarett
Das Ali-Minarett (persisch: مناره علی [mɛnɑɾɛ æli]) steht neben der Ali-Moschee und ist das älteste Minarett in Isfahan. Es stammt aus dem 11. Jahrhundert und ist mit 48 Metern Höhe das zweithöchste historische Minarett in Isfahan und das dritthöchste historische Minarett in der Provinz Esfahan nach dem Sarban-Minarett und Siyar-Minarett. Anfänglich soll es gar 50 Meter gemessen haben. Es gibt vier Inschriften am Ali-Minarett. Eine der Inschriften ist aus Backstein und die anderen drei aus türkiser Keramik.